# M-1943 (униформа)

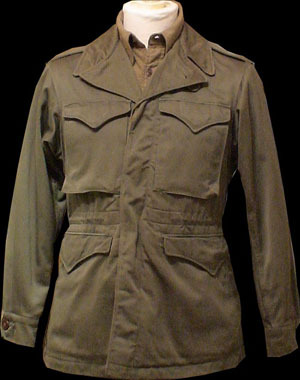
Полевая куртка M-43

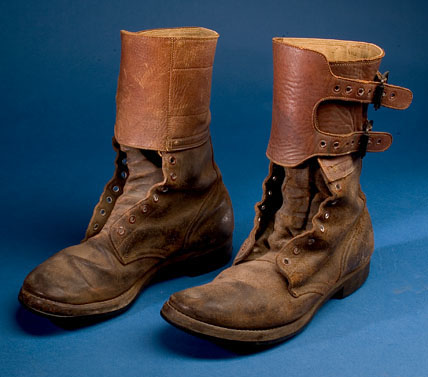
Ботинки M-1943

M-1943 (U.S. Army M1943 Uniform) — комплект униформы и снаряжения армии США времён Второй мировой войны. 

## История
Комплект был разработан в 1943 году для замены полевой куртки M-1941. 
Комплекты униформы начали поступать в подразделения сухопутных и воздушно-десантных войск США после высадки в Нормандии в июне 1944 года. 
Был заменён комплектом униформы OG-107 образца 1952 года.

## Состав комплекта
- Хлопковая куртка с четырьмя карманами, шнуром для приталивания, подстёжкой и пристёгивающимся капюшоном.
- Хлопковые штаны с подстёжкой
- Ботинки M1943
- Полевое кепи
- Свитер
- Защитные очки М1943
- Штурмовой ранец
- Малая пехотная лопатка М1943 с чехлом
- Пончо
- Шерстяной спальный мешок и чехол к нему
- Противогаз M3
- Стальная каска M1